# Mind Your Own Business
〈Mind Your Own Business〉는 잉글랜드의 포스트펑크 밴드 델타 5의 노래로, 1979년 12월 러프 트레이드 레코드를 통해 발매됐다. 발매 후 평론가들로부터 호평을 받았으며, 1980년 1월 최초로 발행된 영국 인디펜던트 싱글 차트에서 3위를 기록했다. 

## 배경 및 작업
델타 5는 1978년 9월 리즈 폴리테크닉을 다니던 줄즈 세일, 베선 피터스와 로스 알렌이 결성했다. 같은 대학교 출신 밴드인 갱 오브 포와 메콘스의 멤버들과 교류하면서 연습실이나 악기를 빌려가며 연주를 했다. 이후 밴드는 요크 대학교의 음악 전공생이자 메콘스의 사운드맨으로 활동하던 사이먼 베스트가 쓴 〈Mind Your Own Business〉의 가사를 보게 되었고 마음에 들어 사이먼을 드러머로 밴드에 영입했다. 이후 메콘스와의 세션으로 드러머였던 존 랭포드가 기타리스트로 델타 5에 합류했고, 〈Mind Your Own Business〉를 포함해 공연에서 연주할 노래를 작곡했다.
이후 사이먼과 랭포드가 밴드를 탈퇴했고, 1979년 3월과 5월에 각각 드러머 켈빈 나이트와 기타리스트 앨런 릭스가 들어왔다. 같은 해 9월, 워크하우스 스튜디오에서 《Entertainment!》를 녹음하는 중이었던 갱 오브 포가 공연으로 자리를 비우자 갱 오브 포의 매니저인 롭 워의 프로듀싱 하에 녹음을 밤새 진행했다. 원래는 〈Mind Your Own Business〉와 〈You〉를 녹음할 계획이었지만, 〈You〉 대신 〈Now That You've Gone〉을 원테이크로 녹음했다. 이후 부가적인 녹음 없이 리믹스만 한 채로 싱글을 발매했다.

## 발매
〈Mind Your Own Business〉는 1979년 12월 러프 트레이드 레코드에서 〈Now That You've Gone〉과 함께 더블 A사이드로 발매됐다. 싱글의 표지는 랭포드가 디자인했다. 1980년 1월 19일 처음으로 발행된 영국 인디펜던트 싱글 차트에서 3위를 기록했다. 레코드 비즈니스 차트에서는 최고 순위 101위를 기록했다.

## 평가
많은 평론가들이 노래의 단순함을 호평했다. 뉴 뮤지컬 익스프레스의 앤디 길은 "캐치하고 매력적으로 단순한" 노래라고 언급하면서 카바레 볼테르의 〈Nag Nag Nag〉 이후 최고의 러프 트레이드 싱글이라고 평가했다. 마크 니콜스는 레코드 미러에서 "80년대를 위한 인더스트리얼 드론"이라고 묘사하며 "가사는 꽤나 어리석지만 익살스러우면서도 두서없는 베이스 진행을 미루어 보았을 때 진지하게 받아들일 이유는 없다"라고 표현했다. 사운즈의 앨런 루이스는 노래의 스타일을 두고 러프 트레이드가 매우 좋아하는 "다소 밋밋하고 열렬한 록 어게인스트 섹시즘 형식의 음반"이라고 표현하며 "무미건조한 여성의 목소리가 디스코 베이스라인과 인더스트리얼한 기타 소리와 대조돼 어떤 으스스한 매력을 자아낸다"라고 리뷰했다.
존 필은 라디오에서 〈Mind Your Own Business〉를 "오랜만에 들은 최고의 노래"라고 칭하면서, 당일 노래를 두 번 선곡했다.

## 트랙 리스트
1979년 싱글 (러프 트레이드)
1. “Mind Your Own Business” – 3:13
2. “Now That You‘ve Gone” – 4:13

2009년 재발매 (킬 록 스타스)
1. “Mind Your Own Business (Delta 5 Original Rough Trade Single Mix)” – 3:13
2. ”Mind Your Own Business (Man Ray Radio Edit Remix)“ – 3:35

## 참고 자료
- 버트, 개빈 (2022년 10월). 《No Machos or Pop Stars: When The Leeds Art Experiment Went Punk》. 더럼: 듀크 대학교 출판부. ISBN 9781478016007. 2022년 11월 16일에 원본 문서에서 보존된 문서.
- 레딩턴, 헬렌 (2012년). 《The Lost Women of Rock Music: Female Musicians of the Punk Era》 2판. 셰필드: 이쿼녹스. ISBN 9781845539573.
- 골드먼, 비비언 (2019년 5월 7일). 《Revenge of the She-Punks: A Feminist Music History from Poly Styrene to Pussy Riot》. 오스틴: 텍사스 대학교 출판부. ISBN 9781477316542.
- 아펠스타인, 마이크 (1996년 4월). “DELTA 5”. 《코트 인 플럭스》. 2024년 2월 22일에 원본 문서에서 보존된 문서. 2024년 4월 30일에 확인함.
- 서트클리프, 필 (1980년 8월 2일). “The Delta Of Venus: Delta 5”. 《사운즈》. 2023년 6월 3일에 원본 문서에서 보존된 문서. 2024년 4월 30일에 확인함. (구독 필요).
- 던힐, 션; 킨, 제이슨 (1980년 11월). “Delta 5: We're all ready when you are!”. 《터미널!》. 1호. 2쪽. 2024년 4월 30일에 확인함 – 인터넷 아카이브 경유.
- 플레처, 토니 (1980년 8월). “Delta 5 ~ A Band for All Reasons”. 《재밍!》. 10호. 10–12쪽.
- 길, 앤디 (1979년 12월 8일). “Singles”. 《뉴 뮤지컬 익스프레스》. 21쪽.
- 니콜스, 마크 (1979년 12월 15일). “Singles”. 《레코드 미러》. 8쪽.
- 루이스, 앨런 (1979년 12월 8일). “Singles”. 《사운즈》. 23쪽.